# Šater latnatý

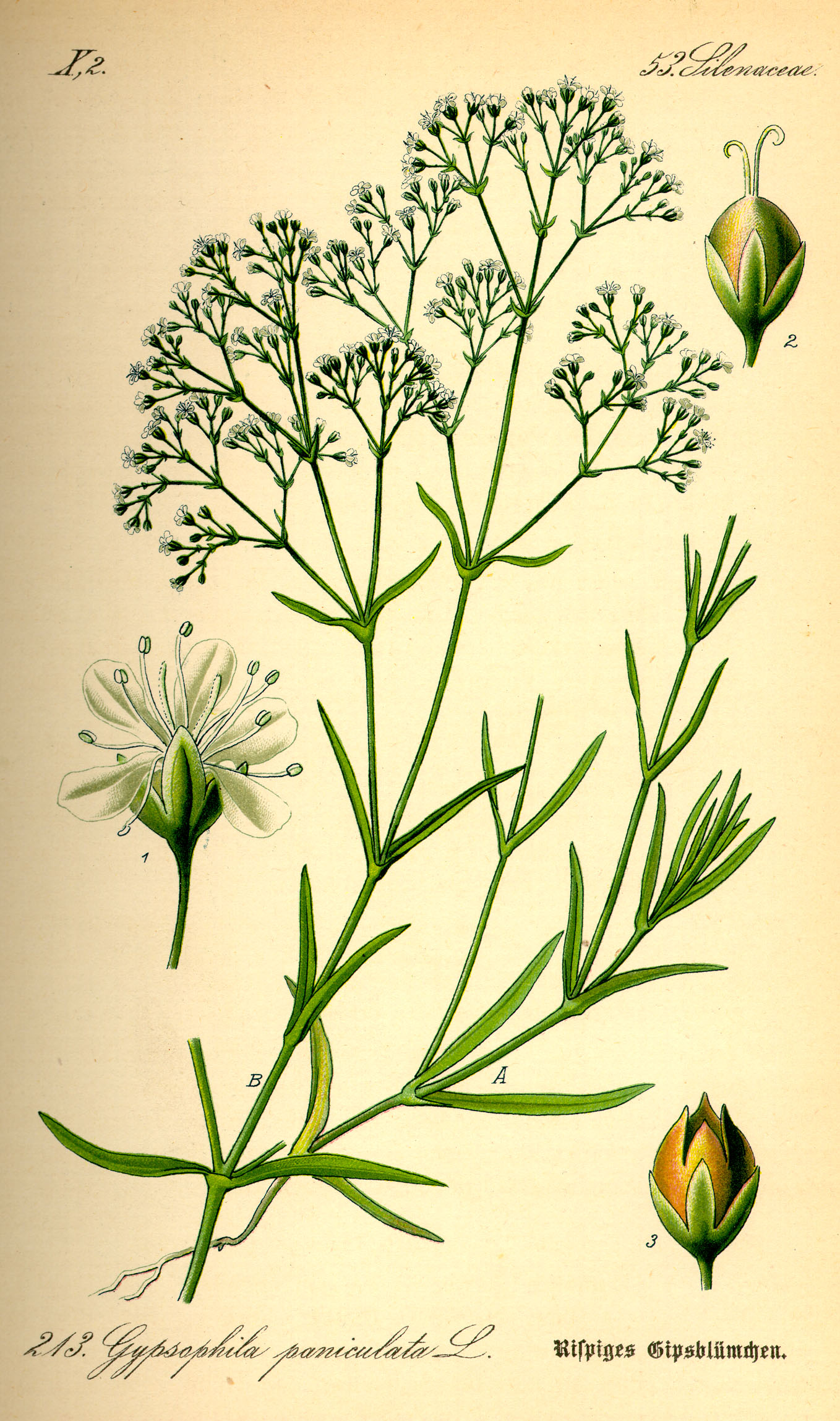
Nákres šateru latnatého

Šater latnatý (Gypsophila paniculata) je vytrvalá rostlina teplých a suchých míst. Má nezaměnitelný vzhled, je tvořen až 1 m vysokým, kompaktním trsem mnohonásobně větvených lodyh s bílými, drobnými květy. Bývá pěstován v zahradách a používán při aranžování čerstvých i suchých květin, je znám pod lidovým názvem „nevěstin závoj“.

## Výskyt
Je původním druhem v jihovýchodní Střední Evropě (Moravou probíhá severozápadní hranice výskytu), na Balkánu a po celé Východní Evropě až po pohoří Ural. Jeho areál se dále rozprostírá přes Turecko po oblasti Kavkazu i západní Sibiře a přes Přední a Střední Asii až do severovýchodní Číny a Mongolska. V Německu, stejně jako v Pobaltí, roste až druhotně, stejně jako v Severní Americe, Austrálii a na Novém Zélandu.
V České republice se přirozeně vyskytuje pouze na jižní a jihovýchodní Moravě v nížinách do nadmořské výšky 250 m. Poměrně časté jsou jeho sekundární výskyty na nových místech, což jsou následky jeho úniků do volné přírody při pěstování v zahradách.

## Ekologie
Obligátní psamofyt, který se vyskytuje v termofytiku na neutrálních i bazických, písčitých neb hlinitých půdách, které jsou převážně suché a bohaté na vápník. Je geofyt či hemikryptofyt rostoucí na místech plně osluněných, obvykle na otevřených plochách stepního charakteru, v nízkých travnatých porostech, ve vytěžených pískovnách, na železničních náspech i po okrajích cest. Raší obvykle v dubnu, kvete v červnu až srpnu a plody dozrávají v září a říjnu.

## Popis
Vytrvalá bylina vysoká 50 až 100 cm, která má několika bohatě rozvětvených lodyh dávající rostlině kulovitý vzhled. Vyrůstá z dlouhého, válcovitého, dřevnatějícího, vícehlavého kořene tmavé barvy, který může být až 1 m dlouhý. Lodyhy jsou od báze široce rozvětvené, v uzlinách ztlustlé, bývají zbarveny žlutozeleně, světlohnědě nebo červenavě a jsou hustě olistěné. Listy dlouhé 2,5 až 6,5 a široké 0,5 až 1 cm jsou čárkovité nebo úzce kopinaté, na vrcholu zahrocené a mají tři žilky; spodní listy usychají již během kvetení.
Květenství je bohatě větvená, ale jinak poměrně řídká vrcholičnatá lata vidlanů. Je tvořeno až tisícem bílých, velmi drobných květů, které jsou pětičetné, oboupohlavné a kvetou od června do srpna. Květ usazený na kratičké stopce má pětičetný zvonkovitý kalich s laloky 1 až 2 mm velkými, korunu se stejným počten bílých, 2 až 4 mm velkých plátků, deset ve dvou kruzích rostoucích tyčinek s kulovitými prašníky a vejčitý, ze dvou plodolistů složený semeník se dvěma čnělkami. Nejdříve dozrávají tyčinky ve vnějším kruhu, pak blizny a nakonec tyčinky vnitřní; takto je podporováno opylení cizím pylem, který přináší drobný hmyz slétající se za nektarem vespod květu. Plod je kulovitá tobolka, poměrně pozdě se otevírající čtyřmi dlouhými zuby, obsahuje hnědá, kulatá, asi 1 mm velká semena. Ploidie druhu je 2n = 34.

## Rozmnožování
Šater latnatý patří mezi tzv. stepní běžce, rostliny se specifickým způsobem rozšiřování semen. V pozdním létě se po dozrání semen odlomí již suché lodyhy a jsou po volných pláních odnášeny větrem, při vzniklých nárazech se otevírají špičky tobolek, semena postupně vypadávají a jsou rozsévána do širokého okolí. Uměle se rostliny množí zimním předpěstováním sadby ze semen a následným jarním vysázením, nebo předjarním rozdělením trsů statných rostlin.

## Význam

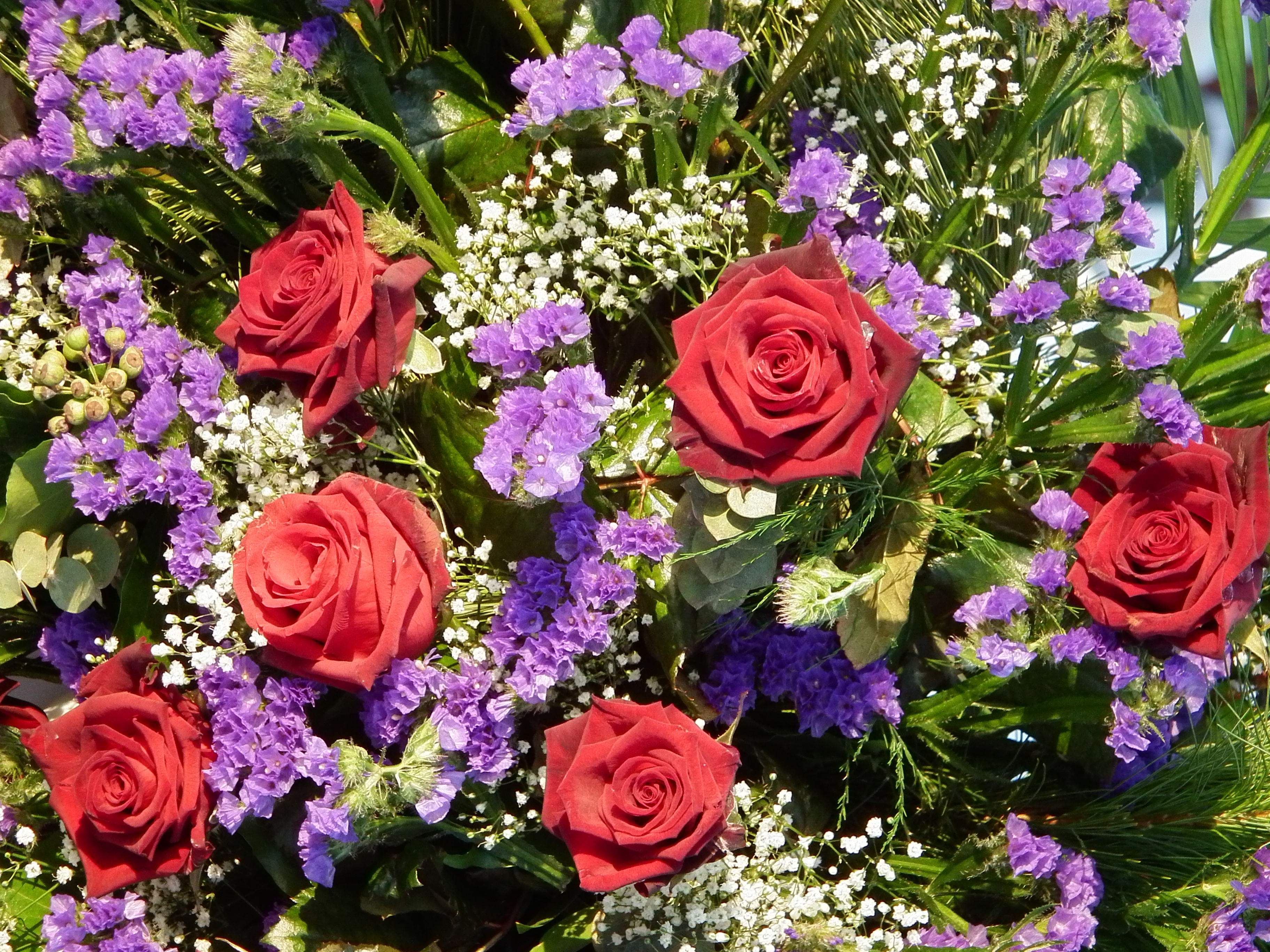
Šater latnatý v kytici

Je rostlinou pěstovanou v zahradách mezi okrasnými trvalkami a její rozkvetlé a usušené lodyhy se pro svůj jemný vzhled a trvanlivost používají jako dekorace při aranžování květin. Černohnědý kořen se v minulosti používal v léčitelství, obsahuje saponiny mající laxativní i spermicidní účinky.
Na severu a západě Spojených států, kde je zavlečenou rostlinou, se chová invazně a stal se na mnoha loukách a pastvinách široce rozšířeným plevelem. V oblastech trávnatých plání na písčitých dunách v okolí Velkých jezer představuje dokonce hrozbu pro některé tamní vzácné rostlinné druhy.

## Ohrožení
V české přírodě je tato divoce rostoucí trvalka záhonového charakteru považována za ohroženou. Následkem plošných hospodářských úprav stanovišť a různými sukcesními procesy z řady historických lokalit vymizela. Na podporu její ochrany byl šater latnatý prohlášen „vyhláškou Ministerstva životního prostředí ČR č. 395/1992 Sb. ve znění vyhl. č. 175/2006 Sb.“ za druh silně ohrožený (§2) a „Červeným seznamem cévnatých rostlin České republiky z roku 2012“ dokonce za druh kriticky ohrožený (C1t).

## Galerie

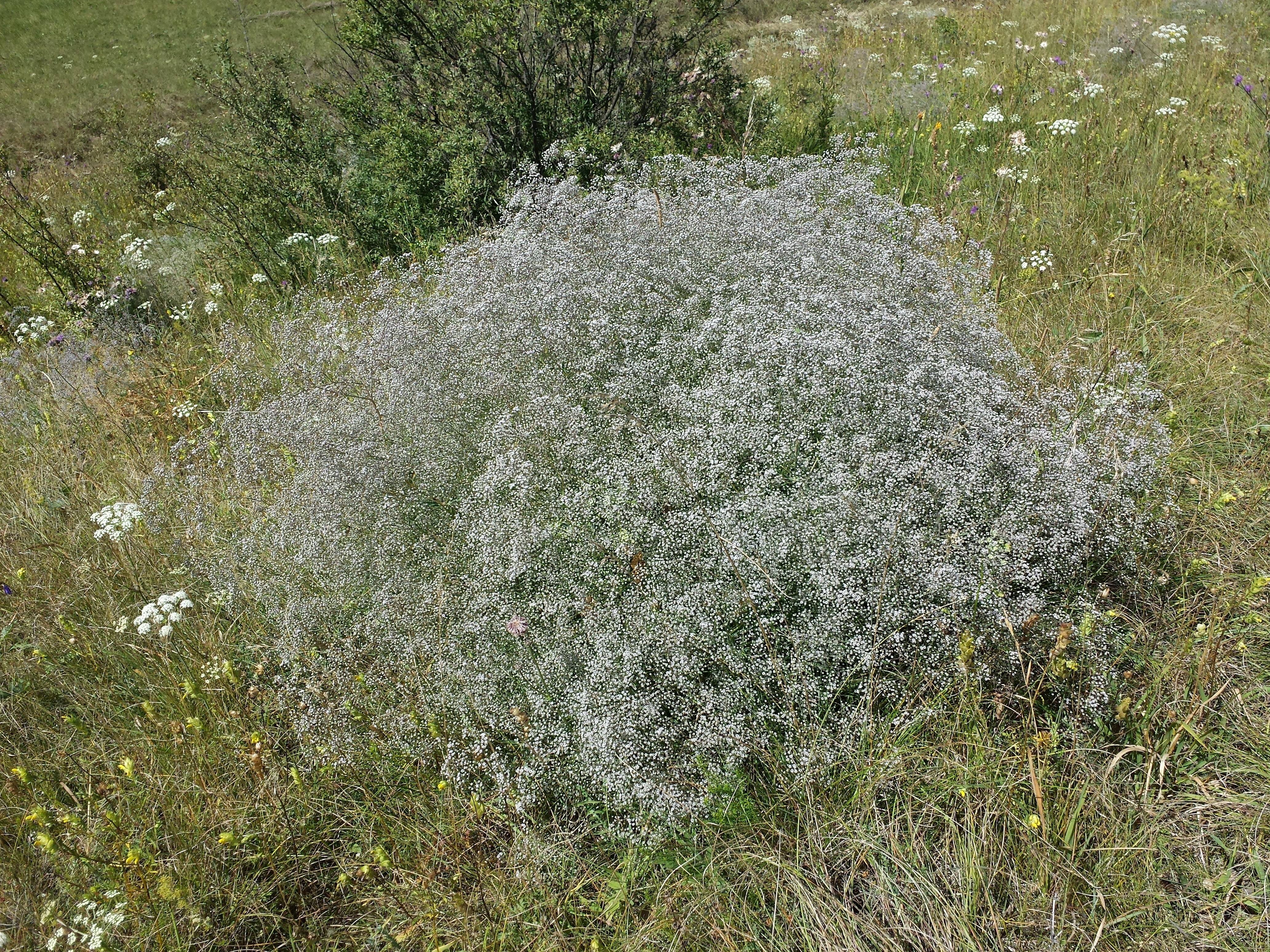
Statná rostlina
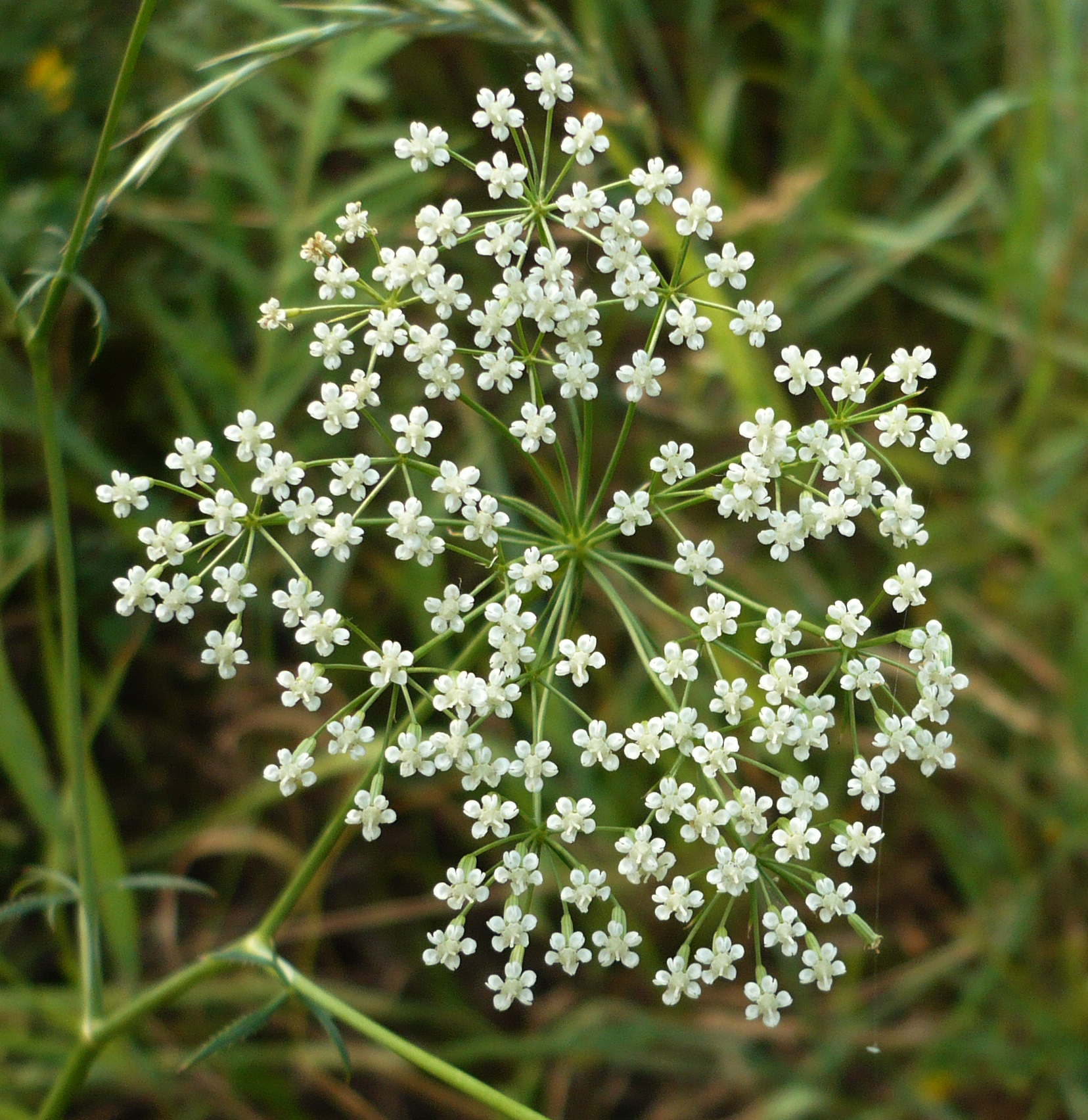
Část květenství
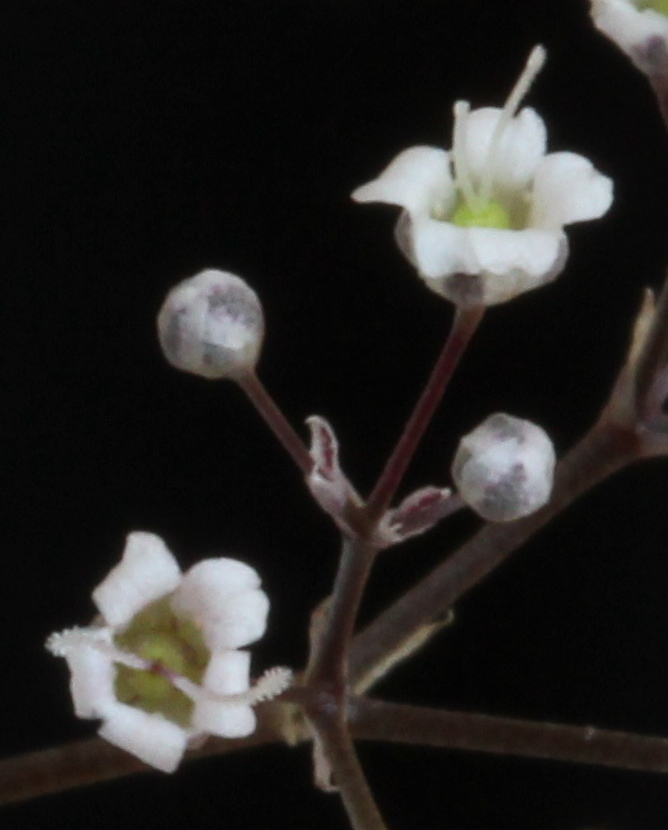
Květy
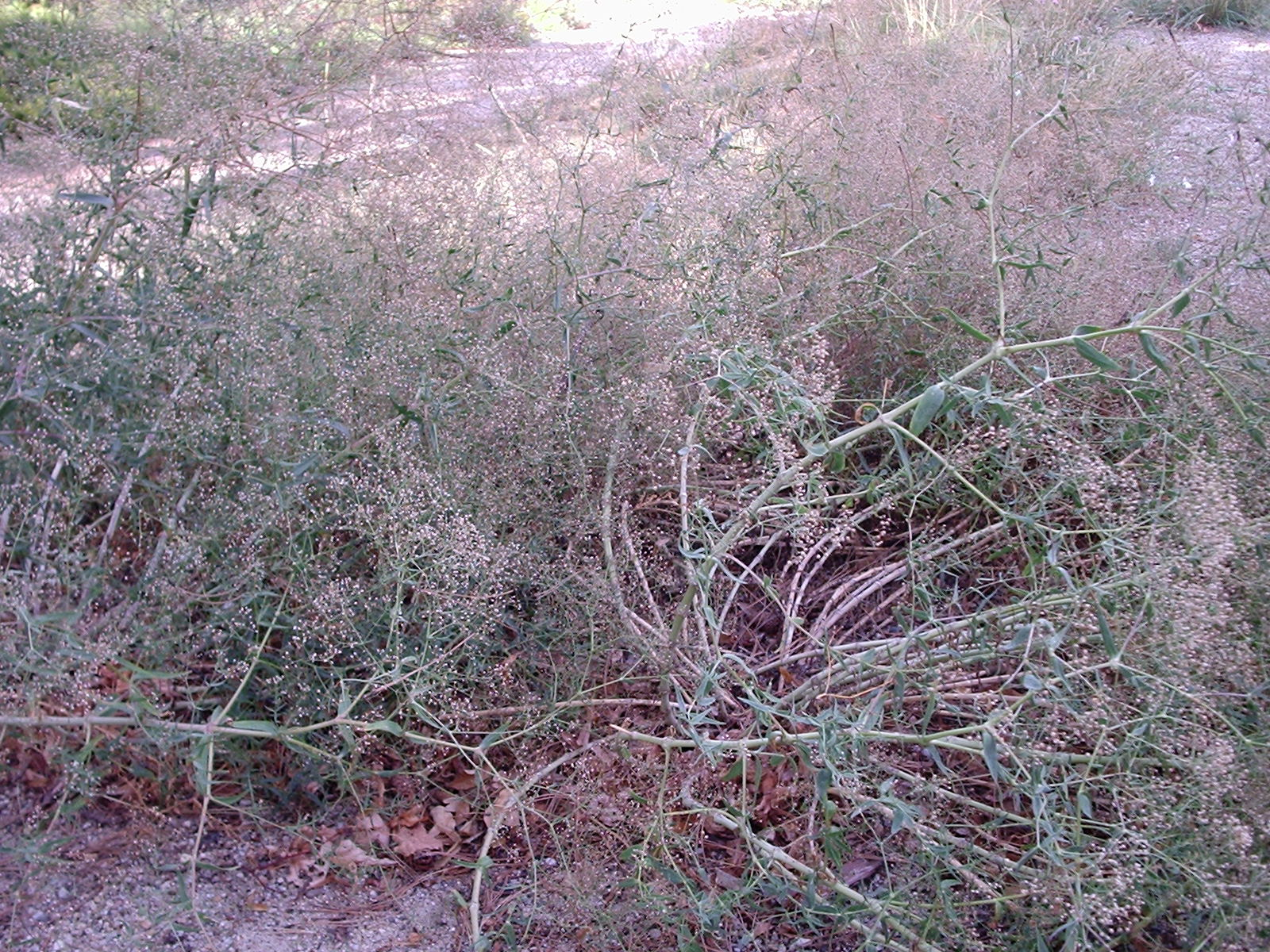
Suché lodyhy s tobolkami